# Herb powiatu wągrowieckiego

Herb powiatu obowiązujący w latach 2002-2011

Herb powiatu wągrowieckiego – jeden z symboli powiatu wągrowieckiego, którego obecna wersja została ustanowiona 28 maja 2012.

## Wygląd i symbolika
Herb przedstawia na tarczy w polu czerwonym srebrnego połuorła z przepaską, złotym dziobem i łapami (symbol województwa wielkopolskiego) oraz topór z krzyżem srebrnym zaćwieczonym u nasady ostrza i trzonem złotym w pas (herb Pałuki).

## Historia
W latach 2002–2011 powiat wągrowiecki posługiwał się innym herbem: w czerwonym polu późnogotyckiej tarczy orzeł srebrny ze złotym dziobem, ukoronowany złotą koroną z głową zwróconą w prawo, ze złotymi łapami i z takimi pazurami, ze złotym pierścieniem na ogonie i ze złotą przepaską poprzez skrzydła. Na piersi orła tarcza sercowa dzielona w słup. W prawym polu tarczy sercowej – od prawej bocznicy tarczy w polu błękitnym srebrne lilie w sześciu pasach z półtarczą wewnętrzną o czerwonej bordiurze, w której naprzemienne złote pasy i błękitne od prawej w skos ku lewej bocznicy tarczy. W lewym polu tarczy sercowej – od lewej bocznicy tarczy w polu czerwonym, topór srebrny skierowany w lewo z toporzyskiem złotym.
Herb został uchylony 27 lipca 2011 r. w związku z istotnym naruszeniem prawa przy jego ustanowieniu.